# オープン価格
オープン価格（オープンかかく）・オープンプライス (open price) とは、販売する商品に対してメーカー側が希望小売価格を具体的に定めていないものである。家電製品、カメラなどの耐久消費財のほか、インスタントラーメンなどの食料品に多く導入されており、小売店の店頭では、実際販売価格（売価）だけが表示され、「ズバリ○円」という形で表示されていることが多い。

## 背景
1980年代中頃からの大型量販チェーン店の台頭により、家電製品やカメラなどで希望小売価格に対して「○%引き」「三割四割は当たり前」といった売価の表現が常態化したため、公正取引委員会によって、「希望小売価格の15%以上の値引きが市場の2/3以上で、20%以上の値引きが市場の1/2以上で行われている場合は二重価格表示と見なす」という基準が設けられた（家電製品の二重価格問題）。
この基準に抵触しないよう、1990年頃から、電機メーカーが値崩れの激しい製品（主に生産を終了し、流通在庫のみが残る商品）に適用する事が多くなった。
しかし、依然として希望小売価格の設定された商品については、「○%引き」を強調した販売合戦が後を絶たず、2000年頃からは、ほとんどの家電製品、特に携帯電話について希望小売価格の設定を止めて、オープン価格に移行している。

## メリット

### メーカー側
- 小売店が希望小売価格に対して何割引と書くことを妨げることで消費者に「商品が安売りされている」という印象を与えずに済み、ブランドイメージの低下を避けられる。

### 小売店側
- 他店よりも安く売価を設定することにより、消費者に購入してもらいやすくなる。

### 消費者側
- 希望小売価格と対比した二重価格表示が行われないため[1]、小売店の不当な表示による有利誤認が避けられる。

## デメリット

### メーカー側
- 卸先に対して、希望小売価格に対する掛け率の形での卸価格を設定できない（内部的な参考価格を提示する場合はあるが、一般に公開されない）。

### 小売店側
- 仕入れの際、希望小売価格に対する掛け率の形での仕入れ価格の交渉などができない（内部的な参考価格を提示する場合はあるが、一般に公開されない）。
- 販売価格の提示の際に希望小売価格に対して何割引と書けないため、安売りのイメージの表現パターンが減少する。
- 異なるメーカー間での商品比較がしにくい。
- 「～～割引！」というのは、消費者にとって視覚的に解りやすく、大きな購買力に繋がるため、定価表示を失う事で、安売りを武器とする販売店は利益を落とす要因になりかねない。

### 消費者側
- 当該商品についてよほど精通してない限り、メーカー希望小売価格という基準値を失った消費者はその場で店頭価格が妥当(もしくはお得)か判断することができず、逆に不当に高額な価格で買わされかねない。
- 上記を避けるため購入前に価格やスペックなどについて、いわゆる｢情報を足で稼ぐ(インターネットを使って情報収集をしたり、小売店を回って比較したり)｣必要があり、その手間が増えてしまう。
  - 異なるメーカー間での商品比較がしにくい。
  - 店頭価格しか判断基準がないため、極端に言えばある商品に対し｢廉価版なのか、フラグシップ機が値引きされたのか｣が価格からは読み取ることができない。

## 立場で利害が相反する要素

### 小売店にとってはメリット、消費者にとってはデメリット
- 実際に店頭に行かないとおおよその価格帯がわからない。
  - 店側が自由に価格を設定できるということは、上記とは逆に店側が売価を高めに設定しマージンを厚く取ることや、それを利用してセール時の割引率を大きくし安さを演出することも可能であるということである。
    - 特殊なケースではあるが、おとり商法において架空のメーカー希望小売価格を提示することにより安価に販売されていると誤認させるケースが存在する。

  - そのようなケースで損をしないために、店側としては消費者に店頭まで足を運んでもらえる一方、客側としてはその手間が増えることになってしまう。